# Marzette Watts
Marzette Watts (* 9. März 1938 in Montgomery, Alabama; † 2. März 1998 in Nashville, Tennessee) war ein Tenorsaxophonist des Free Jazz.

## Leben und Wirken
Marzette Watts beschäftigte sich früh mit Bildender Kunst; als Kind lernte er Klavierspiel und als Jugendlicher Saxophon und Klarinette. Zunächst studierte er Kunst am Alabama State College, wechselte aber 1957 zur Musik unter dem Eindruck eines Sonny-Rollins-Konzerts während eines Aufenthalts in New York City, wohin er 1960 zog. Dort setzte er an der New York University sein Studium mit Abschluss in Kunsterziehung 1962 fort, zog danach nach Paris, um Malerei an der Sorbonne zu studieren. Daneben spielte er als Straßenmusiker Saxophon.
Nach seiner Rückkehr nach New York 1963, kam Watts mit dem Schriftsteller LeRoi Jones, den Jazzmusikern Marion Brown, Archie Shepp und Byard Lancaster, aber auch mit Bildenden Künstlern wie Willem de Kooning und Mark Rothko in Kontakt. Nach einem Dänemark-Aufenthalt 1965 lebte er wieder in New York und begann mit einer Jazzformation zu proben, der auch Clifford Thornton angehörte; 1966 entstand das Album Marzette & Company, das 1971 bei ESP-Disk erschien und an dem auch Byard Lancaster, Karl Berger, Juni Booth, Henry Grimes, J. C. Moses und Sonny Sharrock mitwirkten. Unter der Leitung von Bill Dixon spielte Watts 1968 ein weiteres Album für Savoy Records ein, The Marzette Watts Ensemble. Thornton verschaffte Watts Ende der 1960er Jahre eine Anstellung als Musikpädagoge an der Wesleyan University, wo er sich neben seiner Lehrtätigkeit mit elektronischer Musik beschäftigte und Experimentalfilme produzierte. In den 1970er Jahren betätigte sich Watts als Toningenieur bei Loft-Jazzsessions und wirkte u. a. bei Aufnahmen von Ronnie Boykins, Rashied Ali und Arthur Doyle mit. Nach seinem Umzug nach Kalifornien, wo er seine fünf Kinder großzog, betätigte er sich als Filmkomponist und experimenteller Klangdesigner. Er starb im März 1998, kurz vor seinem sechzigsten Geburtstag.

## Diskographie
- Marzette Watts & Company (ESP-Disk, 1966)
- The Marzette Watts Ensemble (Savoy, 1968)

## Lexikalische Einträge
- Todd S. Jenkins: Free Jazz and Free Improvisation. An Encyclopedia. Bd. 2 Westport (CT), London: Greenwood Press 2004; ISBN 0-313-33314-9.